# Slaget ved Rain am Lech
Slaget ved Rain am Lech var et slag i Trediveårskrigen. Slaget fandt sted i april 1632 nær byen Rain am Lech ved floden Lech i Schwaben i den nuværende tyske delstat Bayern.
Ved slaget vandt den svensk-finske hær under Gustav 2. Adolf af Sverige over den katolske hær under Johann Tserclaes Tilly. Under slaget blev Tilly hårdt såret, og han døde få uger senere. Den svenske sejr åbnede for, at Sverige kunne besætte store dele af Bayern.
48°40′39″N 10°54′45″Ø / 48.6775°N 10.9125°Ø